# Big Ones
Albums de Aerosmith
Get a Grip
(1993) Nine Lives
(1997)
Big Ones est une compilation de chansons du groupe de hard rock américain Aerosmith, sortie en 1994. L'album couvre les plus grands succès d'Aerosmith durant la période Geffen (1985-1994) ainsi que trois nouvelles chansons: Deuces Are Wild, Blind Man and Walk on Water.

## Liste des titres
| No  | Titre                                                                                                   | Durée |
| --- | --- | ----- |
| 1.  | Walk on Water                                                                                           | 4:56  |
| 2.  | Love in an Elevator (de l'album Pump)                                                                   | 5:21  |
| 3.  | Rag Doll (de l'album Permanent Vacation)                                                                | 4:24  |
| 4.  | What It Takes (de l'album Pump)                                                                         | 5:10  |
| 5.  | Dude (Looks Like a Lady) (de l'album Permanent Vacation)                                                | 4:24  |
| 6.  | Janie's Got a Gun (de l'album Pump)                                                                     | 5:30  |
| 7.  | Cryin' (de l'album Get a Grip)                                                                          | 5:09  |
| 8.  | Amazing (de l'album Get a Grip)                                                                         | 5:56  |
| 9.  | Blind Man                                                                                               | 4:00  |
| 10. | Deuces Are Wild                                                                                         | 3:35  |
| 11. | The Other Side (de l'album Pump)                                                                        | 4:04  |
| 12. | Crazy (de l'album Get a Grip)                                                                           | 5:16  |
| 13. | Eat the Rich (de l'album Get a Grip)                                                                    | 4:10  |
| 14. | Angel (de l'album Permanent Vacation)                                                                   | 5:07  |
| 15. | Livin' on the Edge (de l'album Get a Grip)                                                              | 6:20  |
| 16. | Dude (Looks Like a Lady) (Live - San Diego - 01/08/1993 (Uniquement disponible sur certaines versions)) | 5:11  |

## Personnel
- Steven Tyler – Chant, Harmonica
- Joe Perry – Guitare solo
- Brad Whitford – Guitare rythmique
- Tom Hamilton – Basse
- Joey Kramer – Batterie

## Charts

### Album
| Year | Chart             | Position |
| ---- | ----------------- | -------- |
| 1994 | The Billboard 200 | 6        |

### Singles
| Year | Single          | Chart                            | Position    |
| ---- | --------------- | -------------------------------- | ----------- |
| 1994 | Blind Man       | Billboard Mainstream Rock Tracks | 3           |
| 1994 | Blind Man       | Billboard Hot 100                | 48          |
| 1994 | Deuces are Wild | Billboard Mainstream Rock Tracks | 1 (4 weeks) |
| 1995 | Walk on Water   | Billboard Mainstream Rock Tracks | 16          |

## Certifications
| Organization | Country       | Level       | Date             |
| ------------ | ------------- | ----------- | ---------------- |
| RIAA         | United States | Gold        | 5 janvier 1995   |
| RIAA         | United States | 2x Platinum | 5 janvier 1995   |
| RIAA         | United States | 3x Platinum | 7 novembre 1995  |
| ABPD         | Brazil        | Gold        | 1996             |
| RIAA         | United States | 4x Platinum | 5 septembre 1997 |